# 18 декабря
18 декабря — 352-й день года (353-й в високосные годы) по григорианскому календарю.
До конца года остаётся 13 дней.
До 15 октября 1582 года — 18 декабря по юлианскому календарю, с 15 октября 1582 года — 18 декабря по григорианскому календарю.
В XX и XXI веках соответствует 5 декабря по юлианскому календарю.

## Праздники и памятные дни
См. также: Категория:Праздники 18 декабря

### Международные
- Международный день арабского языка.
- Международный день мигранта.

### Национальные
- Иран — День объединения исламских учебных учреждений и университетов в Иране.
- Катар — Национальный день.
- Нигер — День республики.

### Профессиональные
- Молдова — День полиции[2].
- Россия — День работников органов ЗАГСа[3].
- Россия — День подразделений собственной безопасности органов внутренних дел Российской Федерации.

### Религиозные
Православие
- Память преподобного Саввы Освященного (532);
- память святителя Гурия, архиепископа Казанского (1563);
- память мученика Анастасия Аквилейского;
- память преподобных Кариона монаха и сына его Захарии, египтян (IV в.);
- память священномученика Илии Четверухина, пресвитера (1932);
- память преподобномученика Геннадия (Летюка), иеромонаха (1941);
- память священноисповедника Сергия Правдолюбова, пресвитера (1950).

### Именины
- Православные: Анастасий, Гурий, Захар, Карион, Нектарий, Савва, Даниил.[источник не указан 2806 дней]

## События

### До XIX века
- 218 до н. э. — Ганнибал разбил римлян в битве при Требии.
- 1708 — Указом Петра I территория России была разделена на 8 губерний.
- 1744 — раскольник поморского согласия Иван Анкиндинов, вместе с 86-ю последователями, совершили самосожжение в скиту, не желая сдаваться властям[6].
- 1787 — провинция Нью-Джерси ратифицировала Конституцию США и стала третьим штатом.

### XIX век
- 1833 — впервые исполнен Гимн Российской империи «Боже, Царя храни!».
- 1845 — Сражение при Мудки (Первая англо-афганская война).
- 1864 — близ города Мариона завершилось одно из сражений[англ.] Гражданской войны в США[7][8].
- 1865 — вступила в силу Тринадцатая поправка к конституции США, отменяющая рабство.
- 1876 — первая рабочая демонстрация в Петербурге, на Казанской площади. Выступление Г. В. Плеханова.
- 1892 — премьера балета Чайковского «Щелкунчик».

### XX век
- 1916 — конец битвы при Вердене. Спустя почти год боёв фронт вернулся к начальному положению, погибло до 430 тыс. человек.
- 1925 — в Москве открылся XIV съезд ВКП(б).
- 1935 — на Цейлоне создана троцкистская партия Ланка Сама Самаджа Парти
- 1939 — Вторая мировая война: битва в Гельголандской бухте.
- 1940 — Вторая мировая война: утверждён план «Барбаросса» нападения нацистской Германии на СССР.
- 1945 — Ким Ир Сен был назначен председателем Северокорейского оргбюро Коммунистической партии Кореи.
- 1953 — начато цветное телевизионное вещание с использованием системы NTSC.
- 1958 — запущен первый в мире спутник связи.
- 1970 — советской АПЛ К-162 установлен мировой рекорд скорости для подводных лодок — 44,7 узла (82,78 км/ч).
- 1973
  - С Байконура стартовал космический корабль «Союз-13».
  - Основан Исламский банк развития.
- 1974 — в Индонезии, на острове Моротай, захвачен уроженец Тайваня Тэруо Накамура— последний солдат Второй мировой войны, не знавший о капитуляции Японии и продолжавший «свою войну» до 1974 года.
- 1977 — катастрофа DC-8 под Кэйсвиллом.
- 1981 — первый полёт стратегического бомбардировщика Ту-160.
- 1987 — выпущена первая версия языка Perl.
- 1991 — в Литве учреждена медаль Памяти 13 января.
- 1995
  - Образованы подразделения собственной безопасности в системе МВД России.
  - Катастрофа L-188 под Каунгулой в Анголе, 141 погибший.

### XXI век
- 2001 — сильный пожар в соборе Святого Иоанна Богослова, расположенном в Нью-Йорке в верхней части Манхэттена.
- 2005 — началась Вторая гражданская война в Чаде.
- 2006 — прошли первые в истории ОАЭ парламентские выборы.
- 2008 — Франция от имени 25 стран Евросоюза представила на Генеральной Ассамблее ООН проект декларации, призывающей к всеобщей декриминализации гомосексуальных отношений и осуждающей нарушения прав человека на основе сексуальной ориентации[9].
- 2011
  - В Охотском море с жертвами среди экипажа затонула буровая платформа «Кольская».
  - Последние войска США покинули территорию Ирака[10].
- 2020 — в России на АО «Адмиралтейские верфи» спущена на воду ледостойкая самодвижущаяся платформа «Северный полюс».
- 2022 — финал чемпионата мира по футболу 2022: сборная Аргентины обыграла в серии пенальти команду Франции (3:3, пен. 4-2). Лучшим игроком турнира признан капитан аргентинцев Лионель Месси.
- 2024 — столкновение поездов на станции Княжая. 2 человека погибли, более 30 ранены.

## Родились
См. также: Категория:Родившиеся 18 декабря

### До XIX века
- 1661 — Кристофер Польхем (ум. 1751), шведский учёный, изобретатель и промышленник.
- 1718 — Анна Леопольдовна (ум. 1746), правительница Российской империи (1740—1741) при малолетнем императоре Иване VI.
- 1725 — Иоганн Соломон Землер (ум. 1791), немецкий богослов, протестантский историк церкви.
- 1778 — Джозеф Гримальди (ум. 1837), английский актёр, клоун, «отец» современной клоунады.
- 1792 — Уильям Хоувит (ум. 1879), английский писатель и историк, муж писательницы Мэри Хоувит.

### XIX век
- 1856 — Джозеф Джон Томсон (ум. 1940), английский физик, открывший электрон, лауреат Нобелевской премии (1906).
- 1863 — Франц Фердинанд (убит в 1914), австрийский эрцгерцог, с 1896 г. наследник престола Австро-Венгрии, чьё убийство послужило поводом к Первой мировой войне.
- 1867 — Самуил Майкапар (ум. 1938), российский и советский пианист, композитор, педагог, музыкальный писатель.
- 1878 — Иосиф Сталин (ум. 1953), советский государственный и политический деятель.
- 1879 — Пауль Клее (ум. 1940), немецкий и швейцарский художник-авангардист, график, теоретик искусства.
- 1890 — Эдвин Армстронг (покончил с собой в 1954), американский изобретатель, создатель важнейших типов радиоприёмников.
- 1899 — Антал Гидаш (при рожд. Дьюла Санто; ум. 1980), венгерский поэт, прозаик, мемуарист.

### XX век
- 1907 — Билл Холланд (ум. 1984), американский автогонщик.
- 1908 — дама Селия Джонсон (ум. 1982), британская актриса.
- 1911 — Жюль Дассен (ум. 2008), американский и французский кинорежиссёр и актёр.
- 1913 — Вилли Брандт (наст. имя Герберт Эрнст Карл Фрам; ум. 1992), немецкий политик, канцлер ФРГ (1969—1974), лауреат Нобелевской премии мира (1971).
- 1916 — Ростислав Алексеев (ум. 1980), советский инженер-кораблестроитель, главный конструктор судов на подводных крыльях, экранопланов, экранолётов.
- 1921 — Юрий Никулин (ум. 1997), киноактёр, клоун, телеведущий, директор Цирка на Цветном бульваре, народный артист СССР, Герой Социалистического Труда.
- 1923 — лорд Эдвин Брамолл (ум. 2019), британский военачальник, фельдмаршал (1982).
- 1926 — Евгений Ташков (ум. 2012), советский и российский кинорежиссёр, сценарист, актёр, народный артист РФ.
- 1929 — митрополит Гедеон (в миру Александр Докукин; ум. 2003), епископ Русской православной церкви, в 1990—2003 гг. митрополит Ставропольский и Владикавказский.
- 1930 — Владимир Ворошилов (ум. 2001), советский и российский художник, режиссёр, писатель, телеведущий, автор программы «Что? Где? Когда?».
- 1934 — Борис Волынов, советский лётчик-космонавт, дважды Герой Советского Союза.
- 1943 — Кит Ричардс, английский певец и гитарист, участник рок-группы «The Rolling Stones».
- 1946 — Стивен Спилберг, американский кинорежиссёр, сценарист, продюсер, лауреат трёх «Оскаров», шести «Золотых глобусов» и др. наград.
- 1948 — Эдмунд Кемпер, американский серийный убийца.
- 1947 — Леонид Юзефович, русский писатель.
- 1951 — Анастасио Сомоса Портокарреро, никарагуанский военный деятель, член семейного клана Сомоса, командующий Национальной гвардией.
- 1953 — Эллиот Истон, американский гитарист, певец, композитор, участник рок-группы «The Cars».
- 1954 — Рэй Лиотта (ум. 2022), американский актёр, лауреат премии «Эмми».
- 1955 — Алексей Венедиктов, российский журналист, главный редактор и ведущий передач радиостанции «Эхо Москвы».
- 1957 — Игорь Скляр, советский и российский актёр театра и кино и певец, заслуженный артист РСФСР.
- 1960 — Юн Сок Ёль, южнокорейский политический деятель, президент Республики Корея.
- 1961 — Брайан Орсер, канадский фигурист и тренер, двукратный призёр Олимпийских игр, чемпион мира.
- 1963 — Брэд Питт, американский актёр, лауреат двух «Оскаров», двух «Золотых глобусов» и других наград.
- 1966
  - Джанлука Пальюка, итальянский футболист, вратарь, серебряный призёр чемпионата мира 1994 года.
  - Милле Петроцца, гитарист, вокалист и лидер немецкой метал-группы «Kreator».
- 1968 — Марио Баслер, немецкий футболист.
- 1969 — Сантьяго Канисарес, испанский футбольный вратарь, олимпийский чемпион (1992).
- 1971 — Аранча Санчес-Викарио, испанская теннисистка, экс-первая ракетка мира.
- 1972 — Евгения Шишкова (погибла 2025), российская фигуристка, выступавший в парном катании; чемпионка мира (1994).
- 1973
  - Илья Авербух, российский фигурист (танцы на льду), чемпион мира (2002) и Европы (2002), тренер.
  - Фатума Роба, эфиопская бегунья, олимпийская чемпионка в марафоне (1996).
- 1975 — Сиа Ферлер, австралийская певица и автор песен.
- 1980 — Кристина Агилера, американская поп-певица, автор песен, танцовщица, лауреат шести премий «Грэмми».
- 1984 — Джулиано Раццоли, итальянский горнолыжник, олимпийский чемпион в слаломе (2010).
- 1990
  - Фабиан Риссле, немецкий двоеборец, олимпийский чемпион (2018).
  - Виктор Хедман, шведский хоккеист, чемпион мира (2017), двукратный обладатель Кубка Стэнли (2020, 2021).
- 1992 — Райан Краузер, американский толкатель ядра, трёхкратный олимпийский чемпион (2016, 2020, 2024).
- 1995 — Барбора Крейчикова, чешская теннисистка, экс-вторая ракетка мира, олимпийская чемпионка (2020).

### XXI век
- 2001 — Билли Айлиш, американская певица и автор песен.

## Скончались
См. также: Категория:Умершие 18 декабря

### До XIX века
- 1737 — Антонио Страдивари (р. 1644), итальянский скрипичный мастер.

### XIX век
- 1803 — Иоганн фон Гердер (р. 1744), немецкий философ, теолог, поэт.
- 1813 — Барух Йейттеелс (р. 1762), еврейский писатель, общественный деятель, талмудист.
- 1829 — Жан Батист Ламарк (р. 1744), французский биолог и естествоиспытатель.
- 1845 — погиб Роберт Генри Сейл (р. 1782), британский генерал, участник войн в Индии и Бирме, Первой англо-афганской войны.
- 1848 — Бернард Больцано (р. 1781), чешский математик и философ.
- 1890
  - Григорий Данилевский (р. 1829), русский писатель.
  - Джироламо Индуно (р. 1827), итальянский живописец.
- 1892 — сэр Ричард Оуэн (р. 1804), английский зоолог, анатом и палеонтолог.
- 1894 — Екатерина Бакунина (р. 1810), сестра милосердия, героиня двух войн XIX века.

### XX век
- 1918 — Александра Ефименко (урожд. Ставровская; р. 1848), русский и украинский историк и этнограф.
- 1936 — Андрей Мохоровичич (р. 1857), хорватский геофизик и сейсмолог.
- 1941 — погиб Дмитрий Лавриненко (р. 1914), советский танкист-ас, Герой Советского Союза.
- 1962 — Георгий Верейский (р. 1886), график и живописец, художник-портретист («Деревня», «Русские писатели»), народный художник РСФСР.
- 1971
  - Диана Линн (урожд. Долорес Мэри Лоэр; р. 1926), американская актриса кино и телевидения.
  - Александр Твардовский (р. 1910), советский поэт и общественный деятель.
- 1975 — Феодосий Добржанский (р. 1900), советский и американский генетик.
- 1977
  - Николай Арсеньев (р. 1888), русский философ, историк религии и культуры, поэт.
  - Яков Флиер (р. 1912), пианист, педагог, народный артист СССР.
- 1978
  - Александр Архангельский (р. 1892), советский авиаконструктор.
  - Лев Успенский (р. 1900), русский советский писатель, лингвист, филолог, публицист, переводчик.
- 1980 — Алексей Косыгин (р. 1904), советский государственный и партийный деятель, председатель Совета Министров СССР (1964—1980).
- 1982
  - Тибор де Макула (р. 1912), венгерский виолончелист.
  - Ганс-Ульрих Рудель (р. 1916), немецкий лётчик, наиболее результативный пилот штурмовой авиации нацистской Германии.
- 1991 — Валентин Попов (р. 1936), советский актёр театра и кино, кинорежиссёр, сценарист.
- 1993 — Наталья Сац (р. 1903), советский детский театральный режиссёр.
- 1995 — Конрад Цузе (р. 1910), немецкий инженер, создатель первого работоспособного программируемого компьютера.
- 1996 — Юлий Харитон (р. 1904), советский и российский физик и физикохимик, один из руководителей советского проекта атомной бомбы.
- 1997 — Крис Фарли (р. 1964), американский актёр.
- 1998 — Лев Дёмин (р. 1926), советский космонавт, Герой Советского Союза.
- 1999 — Робер Брессон (р. 1901), французский кинорежиссёр и сценарист.

### XXI век
- 2011 — Вацлав Гавел (р. 1936), чешский государственный деятель, последний президент Чехословакии (1989—1992) и первый президент Чехии (1993—2003).
- 2017 — Ким Джонхён (р. 1990), южнокорейский певец, автор песен, главный вокалист группы Shinee (2008).
- 2020 — Тим Северин (р. 1940), британский путешественник, учёный и писатель.
- 2023 — Дмитрий Красилов (Пухляш) (р. 1994), российский шоумен, танцор и актёр.
- 2024
  - Клаус Вольферман (р. 1946), западногерманский метатель копья, олимпийский чемпион (1972); мировой рекордсмен (1973).
  - Владимир Дорохов (р. 1954), советский волейболист, нападающий, игрок сборной СССР (1975—1982). Олимпийский чемпион (1980), двукратный чемпион мира (1978 и 1982), двукратный обладатель Кубка мира (1977 и 1981), четырёхкратный чемпион Европы; Заслуженный мастер спорта СССР (1978).

## Приметы
Савин день, День Саввы, Савва с салом.
- В старину на Савву погоду узнавали не выходя из избы: Красный огонь в печи да поленья трещат, будто серчая, на дворе стужа лютая.[11]
- Если дым столбом — к морозу, к вёдру, дым волоком — к ненастью, когда дым без ветра бьёт к земле — жди снега.
- С Саввы устанавливается прочный санный путь и нельзя ругаться тому хозяину, у кого есть лошадь[12].
- На день Саввы — работать грех, святого подвижника обидишь[13].
- Савва дорогу салит, Савва стелет, Савва гвозди острит, Савва путь засалит[14].